# NGC 874
NGC 874 este o galaxie spirală situată în constelația Balena. A fost descoperită în 1886 de către Frank Muller.